# Agrostis valentina
Agrostis valentina é uma espécie de gramínea do gênero Agrostis, pertencente à família Poaceae.